# Kazimierz Abratowski
Kazimierz Abratowski (ur. 10 stycznia 1893 we Lwowie, zm. 15 września 1974 w Tarnowie) – polski kompozytor, pianista, dyrygent i pedagog.

## Życiorys
Pochodził z rodziny organistów – jego ojciec był organistą w kościele św. Antoniego we Lwowie. Abratowski ukończył Lwowski Instytut Muzyczny. W latach 1927–1927 dyrygował orkiestrą symfoniczną przy towarzystwie muzycznym „Gwiazda”, a następnie prowadził klasę muzyki kameralnej oraz orkiestrę symfoniczną Konserwatorium Towarzystwa Muzycznego we Lwowie. W latach trzydziestych był dyrygentem chóru lwowskiego Towarzystwa Śpiewaczego „Bard”. Od 1937 roku prowadził orkiestry: dętą, symfoniczną oraz mandolinową oraz chór Zakładów Azotowych w Tarnowie. W 1958 roku przeszedł na emeryturę i jednocześnie prowadził Szkolną Orkiestrę Technikum Chemicznego. Zmarł 15 września 1974 roku w Tarnowie, gdzie został pochowany na cmentarzu komunalnym w Mościcach.

## Twórczość
Komponował utwory do poezji m.in. Lucjana Rydla, Marii Konopnickiej. Komponował muzykę do wodewilów, nie stronił również od muzyki lekkiej. Był autorem tanga Na zawsze ze słowami Wiktora Budzyńskiego (1933 – wyk. Tadeusz Faliszewski oraz Adam Aston).

## Życie prywatne
Był ojcem kompozytora i pianisty Jerzego Abratowskiego.